# 4478 Blanco
4478 Blanco este un asteroid din centura principală, descoperit pe 23 aprilie 1984, de Walter Ferreri și Vincenzo Zappalà.